# Fejér Megyei Büntetés-végrehajtási Intézet
A Fejér Megyei Büntetés-végrehajtási Intézet büntetés-végrehajtási szerv Fejér megye székhelyén, Székesfehérváron. Költségvetési szerv, jogi személy.  

## Tevékenységi köre
Alaptevékenysége a külön kijelölés által meghatározott körben: 
- az előzetes letartóztatással,
- a biztonsági és egyéb fontos okból elhelyezett elítéltek szabadságvesztésével, továbbá
- az elzárással

összefüggő büntetés-végrehajtási feladatok ellátása. 
Felügyeleti szerve a Belügyminisztérium, szakfelügyeletet ellátó szerve a Büntetés-végrehajtás Országos Parancsnoksága.

## Története
- A királyi törvényszéknek, a megyei főügyészségnek és a fogháznak helyt adó épületkomplexum 1902-ben készült el, de csak 1906-ban kezdte meg a működését. A fogházat – alapító okirata szerint – 1902-ben létesítették.

- 1912-ben férőhelybővítésre került sor. A fogház a törvényszék irányítása és felügyelete alatt működött 1945-ig.

- Az elítéltek munkáltatása 1906-ban indult meg. Az 1950-es években 14 telephelyen 3600 elítélt foglalkoztatása tartozott az intézethez

- A szervezett munkáltatás 1990-ben megszűnt, a fogvatartottak részleges foglalkoztatása azóta költségvetési keretek között zajlik.

- 2007-től – a Baracskai Országos Büntetés-végrehajtási Intézettel való összevonás óta – a Közép-dunántúli Országos Büntetés-végrehajtási Intézet székesfehérvári objektumaként működik.